# Käntauokta
Käntauokta är en sjö i Kiruna kommun i Lappland och ingår i Torneälvens huvudavrinningsområde. Sjön har en area på 0,052 kvadratkilometer och ligger 332,8 meter över havet.

## Delavrinningsområde
Käntauokta ingår i det delavrinningsområde (755361-168550) som SMHI kallar för Inloppet i Vakojaure. Medelhöjden är 340 meter över havet och ytan är 2,71 kvadratkilometer. Räknas de 177 avrinningsområdena uppströms in blir den ackumulerade arean 3 539,82 kvadratkilometer. Avrinningsområdets utflöde Torneälven (Kamajåkka) mynnar i havet. Avrinningsområdet består mestadels av skog (87 procent). Avrinningsområdet har 0,35 kvadratkilometer vattenytor vilket ger det en sjöprocent på 12,8 procent.